# Tatsuya Ishihara
Tatsuya Ishihara (jap. 石原 立也, Ishihara Tatsuya, * 31. Juli 1966 in Maizuru, Präfektur Kyōto, Japan) ist ein japanischer Filmregisseur. Zu seinen bekanntesten Werken zählen die Anime-Fernsehserien Die Melancholie der Haruhi Suzumiya, Air, Kanon und Clannad. Als Regisseur arbeitet er mit dem Animationsstudio Kyōto Animation zusammen.

## Filmografie
- 1995: Fushigi Yūgi (Folge 19)
- 1995: Tenchi Muyo! (Zeichner des Storyboards für einzelne Folgen)
- 1996: Akachan to Boku (Zeichner des Storyboards)
- 1996: Shin Kimagure Orange Road – Soshite, Ano Natsu no Hajimari (als Unit Director)
- 2000–2004: Inu Yasha (Einzelne Folge[n])

## Regie
- 2005: Air
- 2005: Air in Summer
- 2006: Die Melancholie der Haruhi Suzumiya
- 2006: Kanon
- 2007: Clannad
- 2008: Clannad After Story
- 2009: Die Melancholie der Haruhi Suzumiya
- 2010: Suzumiya Haruhi no Shōshitsu
- 2011: Nichijou
- 2012: Chūnibyō Demo Koi ga Shitai!
- 2014: Chūnibyō Demo Koi ga Shitai! Ren
- 2015: Sound! Euphonium